# دشت سرخ
دشت سرخ فیلمی به کارگردانی و نویسندگی حکمت آقانیکیان محصول سال ۱۳۴۷ است.

## خلاصه داستان
با مرگ رضوان برادرزاده اش بتی به ایران می‌آید تا املاکی که به او به ارث رسیده بفروشد… و بهروز وثوقی ک مباشر رضوان بود نگذاشت تا زمینای اجداد خودشان را بفروشند. و بتی کمک کرد

## بازیگران
- بهروز وثوقی
- ایرج قادری
- مارلین اشمیت
- علی زندی
- سیروس شاندرمنی